# Voodoo Woman
Pour plus de détails, voir Fiche technique et Distribution.

Voodoo Woman est un film d'horreur américain réalisé par Edward L. Cahn et sorti en 1957 avec Marla English, Tom Conway et Mike Connors.

## Synopsis
Dans le fond d'une jungle, un savant fou utilise des expérimentations de vaudou pour créer un monstre invincible.

## Fiche technique
- Réalisation : Edward L. Cahn
- Scénario : Russ Bender et V.I. Voss
- Montage : Ronald Sinclair
- Producteurs : Alex Gordon
- Producteur associé : Samuel Z. Arkoff et James H. Nicholson
- Société de production : American International Pictures
- Pays de production :  États-Unis
- Format : Noir et Blanc - 35 mm
- Genre : Film d'horreur
- Durée : 75 minutes
- Langue : anglais
- Date de sortie : États-Unis : 1er mars 1957

## Distribution
- Marla English - Marilyn Blanchard
- Tom Conway - Dr. Roland Gerard
- Mike Connors - Ted Bronson
- Lance Fuller - Rick Brady
- Mary Ellen Kay - Susan Gerard
- Paul Dubov - Marcel Chateau
- Martin Wilkins - Chaka
- Norman Willis - Harry West
- Paul Blaisdell - Le monstre

## Production
Le costume du monstre fut recyclé du film The She-Creature, également réalisé par Edward L. Cahn.

## Remake
En 1966, Curse of the Swamp Creature est un remake qui fut produit pour la télévision.